# Eurovision Young Musicians 2004
Het Eurovision Young Musicians 2004 was de twaalfde editie van het muziekfestival en vond plaats op 27 mei 2004 in het Cultuur- en congrescentrum Luzern (KKL Luzern) in Luzern.

## Deelnemende landen
Zeventien landen wilden deelnemen aan het festival, maar slechts zeven landen mochten naar de finale het festival.

## Overzicht

### Halve finale
| Land                | Artiest               | Instrument | Resultaat      |
| ------------------- | --------------------- | ---------- | -------------- |
| België              | Philippe Ivanov       | Piano      | uit            |
| Cyprus              | Andreas Joannidis     | Cello      | uit            |
| Duitsland           | Koryun Asatryan       | Saxofoon   | gekwalificeerd |
| Estland             | Jaan Kapp             | Piano      | gekwalificeerd |
| Finland             | Tuomas Lehto          | Cello      | uit            |
| Griekenland         | Joánna Gaitáni        | Viool      | uit            |
| Kroatië             | Kajana Pačko          | Cello      | uit            |
| Nederland           | Felicia van den End   | Dwarsfluit | uit            |
| Noorwegen           | Vilde Frang Bjærke    | Viool      | gekwalificeerd |
| Oostenrijk          | Alexandra Soumm       | Viool      | gekwalificeerd |
| Polen               | Agnieszka Grzybowska  | Marimba    | gekwalificeerd |
| Roemenië            | Diana Jipa            | Viool      | uit            |
| Rusland             | Dinara Nadzjafova     | Piano      | gekwalificeerd |
| Slovenië            | Marina Golja          | Marimba    | uit            |
| Verenigd Koninkrijk | Nicola Benedetti      | Viool      | uit            |
| Zweden              | Andrej Power          | Viool      | uit            |
| Zwitserland         | Giuliano Sommerhalder | Trompet    | gekwalificeerd |

### Finale
| Plaats | Land        | Muzikant              | Instrument |
| ------ | ----------- | --------------------- | ---------- |
| 1      | Oostenrijk  | Alexandra Soumm       | Viool      |
| 2      | Duitsland   | Koryun Asatryan       | Saxofoon   |
| 3      | Rusland     | Dinara Nadzjafova     | Piano      |
| -      | Estland     | Jaan Kapp             | Piano      |
| -      | Noorwegen   | Vilde Frang Bjærke    | Viool      |
| -      | Polen       | Agnieszka Grzybowska  | Marimba    |
| -      | Zwitserland | Giuliano Sommerhalder | Trompet    |

## Wijzigingen

Deelnemende landen
Landen die zich niet voor de finale kwalificeerden
Landen die in het verleden deelgenomen hebben, maar dit jaar afwezig zijn

### Terugkerende landen
- België

### Terugtrekkende landen
- Tsjechië

## Terugkerende artiesten
Vilde Frang Bjærke deed voor de tweede keer op rij mee namens Noorwegen. Nadat ze in de voorgaande editie niet gekwalificeerd was voor de finale geraakte de Noorse violiste deze keer wel tot in de finale. Ook Andreas Joannidis nam opnieuw deel. Hij bleef opnieuw steken in de halve finale.
| Land      | Artiest            | Eerdere deelname |
| --------- | ------------------ | ---------------- |
| Cyprus    | Andreas Joannidis  | Cyprus 2002      |
| Noorwegen | Vilde Frang Bjærke | Noorwegen 2002   |

1982 · 1984 · 1986 · 1988 · 1990 · 1992 · 1994 · 1996 · 1998 · 2000 · 2002 · 2004 · 2006 · 2008 · 2010 · 2012 · 2014 · 2016 · 2018 · 2022 · 2024
Zie ook: Eurovisiedansfestival · Eurovisiesongfestival · Junior Eurovisiesongfestival · Eurovision Young Dancers · Eurovision Choir